# Paul Merwart

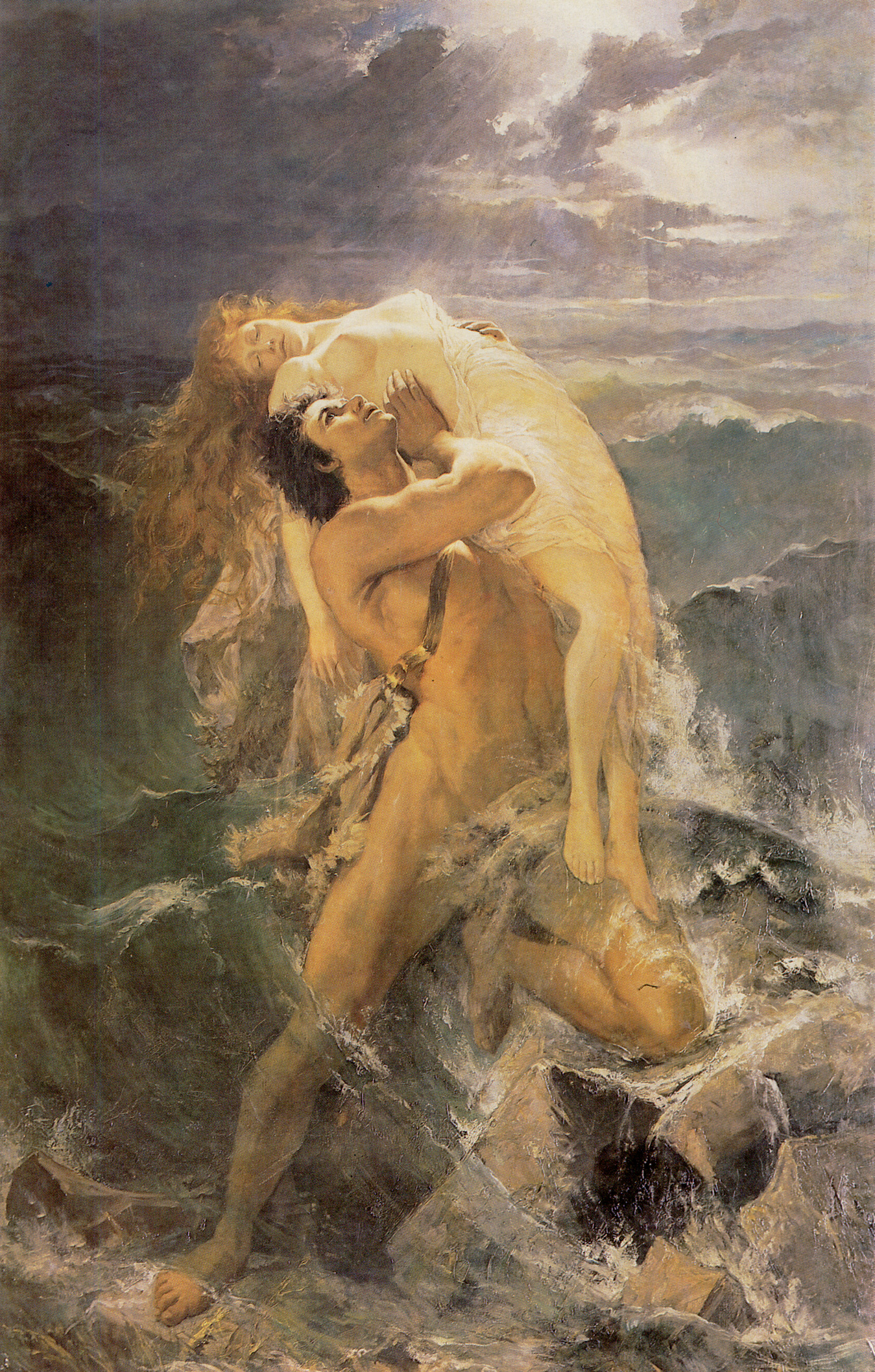
Potop (2), olej na płótnie

Paul Merwart, Paweł Merwart (ur. 25 marca 1855 w Marianówce, gubernia chersońska, zm. 8 maja 1902 w Saint-Pierre) – francuski malarz i ilustrator polskiego pochodzenia. Malował portrety (np. Heleny Modrzejewskiej w roli Marii Stuart), sceny rodzajowe, obrazy inspirowane Biblią oraz literaturą i muzyką. Jako ilustrator współpracował z czasopismami francuskimi i polskimi, tworzył też ilustracje do książek.
Wychował się w mieszanej rodzinie: jego ojciec był Francuzem a matka Polką. Do szkoły uczęszczał we Lwowie, a następnie kształcił się w kierunku technicznym we Lwowie i w Grazu.
Podczas rekonwalescencji we Włoszech, gdzie kurował się z rany odniesionej w pojedynku, podjął decyzję o karierze artystycznej. Studiował w Wiedniu, Monachium (1876) i Düsseldorfie (1877), Paryżu (École des Beaux-Arts, 1877–1884). W czasie studiów pracował jako dziennikarz w Le Monde Illustré, pisał korespondencje z Rosji i Austro-Węgier.
Po studiach przyjął obywatelstwo francuskie i zamieszkał w Paryżu. W 1896 został mianowany malarzem departamentu kolonii. Jako urzędnik francuskiego ministerstwa marynarki odbywał liczne podróże, m.in. na Wyspy Kanaryjskie, do Sudanu, Somalii oraz do francuskich kolonii - był w Senegalu, Kongo, Tunezji, Mauretanii i w Gujanie. Pod wpływem tych podróży w jego pracach pojawiała się tematyka egzotyczna.
W kwietniu 1902 został wysłany na wyspę Martynikę jako członek komisji rządowej badającej wznowienie aktywności wulkanu Mont-Pelée. Zginął 8 maja 1902 wskutek niespodziewanej erupcji tego wulkanu wraz z 28 tys. mieszkańców miasta Saint-Pierre.